# Abbazia benedettina di Sant'Eufemia
L'abbazia benedettina di Sant'Eufemia, conosciuta come abbazia di Santa Maria, è un'abbazia in rovina nel comune di Lamezia Terme, in Calabria, divenuta sede di un Baliato dell'Ordine di Malta.

## Storia

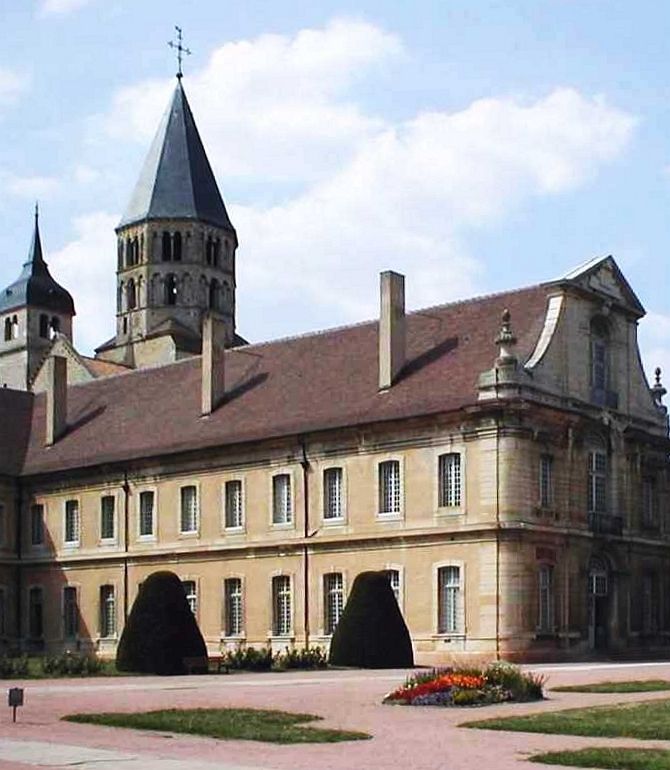
Abbazia di Cluny

Fu fondata nel 1062 da Roberto il Guiscardo sul luogo dove sorgeva un antico monastero bizantino intitolato a Hagìa Euphémia di Nèokastron, distrutta dagli abitanti della zona, prima testimonianza di una fondazione religiosa degli Altavilla in Calabria. Tale Abbazia, nel corso di poche decine di anni, divenne uno dei più potenti e famosi centri monastici del Medioevo, la cui influenza religiosa, culturale e politica si estese a vaste zone della Calabria.
La sua realizzazione rientrava nel programma di latinizzazione del territorio, un chiaro rimando al potere religioso della Santa Sede che, con il rito latino, esercitava un forte controllo economico e politico sulla zona. La costruzione fu affidata all'abate Roberto di Grandmesnil, come tramanda il diploma di fondazione che concesse Roberto il Guiscardo, acquisendone anche il controllo.
Grandmesnil arrivò in queste terre al seguito di 11 monaci, tutti provenienti dalla nobiltà Normanna. Grandmesnil progettò e costruì una maestosa e raffinata struttura dallo stile nordico-benedettino, rifacendosi esattamente al modello dell'Abbazia di Cluny (da cui Grandmesnil proveniva). Roberto di Grandmesnil, così come i principi Normanni e Papa Niccolò II, si compiacquero di questo capolavoro architettonico e politico, che decisero di replicare anche a Mileto con l’Abbazia della Santissima Trinità, fondata nel 1080 da Ruggero I.

### Apogeo
L’Abbazia vide il suo più grande splendore nel primo periodo dalla sua costruzione; ebbe onori e ricchezze, immensi territori (tra il fiume Amato e il Savuto, dal mare a Gizzeria e oltre), Monasteri, Chiese, case coloniche e villaggi che si trovavano in quasi tutta la Piana, compreso metà della città di Nicastro.
Diventò da subito una importante potenza feudale senza eguale in tutta la Calabria.
In seguito poté avere dei competitori nelle Abazie di Bagnara, Mileto, Corazzo e della Sambucina, con le quali fu quasi sempre in lite. 
Ma resto sempre la preferita di Roberto il Guiscardo, tanto che vi fece seppellire la propria madre Fredesenta ed era solito trascorrervi lunghi periodi di riposo.
Anche sotto gli Svevi l’Abbazia continuò a godere di favori e ad ingrandirsi; partecipò attivamente alle vicende religiose e politiche del tempo, schierandosi addirittura in alcuni casi con l’impero contro il papato. Si sa che l’Abate Riccardo nel 1197 fece da giudice unitamente a Bonomo, Arcivescovo di Cosenza, in una vertenza sorta fra i Monasteri di S. Giovanni in Fiore e quello di Caccuri per l’uso di alcuni pascoli in Sila.
Nel 1240 Federico II intavolò trattative con l’Abate Giovanni circa la permuta di Nicastro con il casale di Nocera e il suo porto, “porto Nave Arata” e metà del casale di Aprigliano.
Trattative lunghe e laboriose ma vantaggiose per i Benedettini di S. Eufemia, i quali ebbero così modo accrescere la propria potenza, acquistando l’accesso di boschi della Sila e lo sbocco a mare per i loro traffici.

### Decadenza
Con l’arrivo degli Angioini, il monastero incomincia la sua lenta, ma costante decadenza. 
Infatti ne 1268, al posto dell’Abate, compare un Priore, segno evidente della riduzione numerica della comunità religiosa. Tempo dopo, i Benedettini dovettero lasciare l'Abbazia per far posto ai Cavalieri Gerosolomitani (poi Cavalieri di Malta) che ne fecero un Baliato dipendente dal Gran Priore di Capua. Nel 1268 un Pietro de Mussac, priore Gerosolomitano di S. Eufemia, nel 1317 Falcone Pancapalea, nel 1370 Manuele Chabant, 1449 Filarete Ruffo e nel 1463 Giorgio Seripando ecc. Il Priorato di S. Eufemia ebbe sotto la sua Giurisdizione , oltre che il villaggio omonimo, la Chiesa si S. Maria in contrada Terravecchia di Nicastro oggi Villa Comunale, ex Piazza d'Armi). Detto terremoto fece crollare pure l'Abazia, anzi fu testimone oculare lasciò una descrizione nella quale tra l’altro diceva che nelle fabbriche si formò una specie di lago ed era impossibile avvicinarvisi a causa del puzzo pestilenziale che emanava; questo fetore durò moltissimi giorni. Il priore Gattinara, per alleviare le sofferenze degli scampati, fece costruire su una collinetta poco distante ventotto case in muratura, una Chiesa e molti ‘’pagliari’’. Così sorse l’attuale villaggio di S. Eufemia Vetere. In questo abitato rimodernato nel 1931 durante le opere di bonifica della Piana, si possono ammirare sulla facciata della Chiesa lo stemma del Gattinara e sul piazzale i resti di quattro colonne di marmo e granito provenienti dalla vecchia Abbazia. Nell’interno della chiesa si nota una lapide di marmo, ritrovata nei primi del 1900 tra i ruderi, fatta murare in una parete da Mons. Valensise, Vescovo di Nicastro. Una iscrizione in latino attesta che in origine detta lapide chiudeva una nicchia contenente la Reliquie di S. Eufemia e di altri Santi.

## Descrizione
Colpita da un violento terremoto nel 1638, i ruderi visibili permettono comunque di cogliere i dettagli architettonici che contraddistinguevano l'edificio. La costruzione rispecchia i tipici schemi architettonici normanni in voga nell'Italia meridionale; sono ancora visibili il prospetto principale con i resti delle due torri campanarie, le tre navate, con la centrale di maggiori dimensioni, separate da una serie di pilastri e quelle laterali illuminate da una serie di finestre ad arco. Inoltre, è visibile la zona presbiteriale accessibile grazie ad una scalinata ad est, definita dai transetti e dalle tre absidi, quella centrale di maggiori dimensioni rispetto alle altre due. Il presbiterio è stato scavato successivamente, riportando alla luce blocchi marmorei policromi che portavano all'altare posto, come di norma, nell'abside maggiore, ai lati del quale erano presenti delle colonne di ripiego appoggiate su elementi architettonici di età romana. In questa zona è stata portata alla luce una pavimentazione realizzata in tessere marmoree policrome, opus sectile, ricavate da marmi antichi, il cui utilizzo è tipico della tradizione normanna e ha lo scopo di sottolineare l'imponenza del potere al pari dell'Impero Romano.
La chiesa era a pianta basilicale, quindi a tre navate, tri-absidata con coro gradonato e transetto sporgente. Nel versane ovest, la presenza di mura spesse 3.30 mt, fa presumere l'esistenza di matronei accessibili attraverso scale o intercapedini; le supposizioni sono dovute al fatto che i resti sono riconducibili solo alla parte superiore della chiesa, infine la facciata sud è scandita da una serie di contrafforti e monofore a tutto sesto. Per quanto riguarda le torri, è possibile riscontrare i marcatori riconducibili all'architettura normanna, tra cui i cantonali in granito squadrati e le feritoie in pietra. Anche il monastero riprende il motivo delle finestre presenti nella chiesa, la cui muratura è composta da ciottoli di fiume di medie e grandi dimensioni legate da malta la cui composizione non è riconducibile al periodo bizantino, ma bensì al periodo di costruzione sotto il Guiscardo.

### Sito archeologico

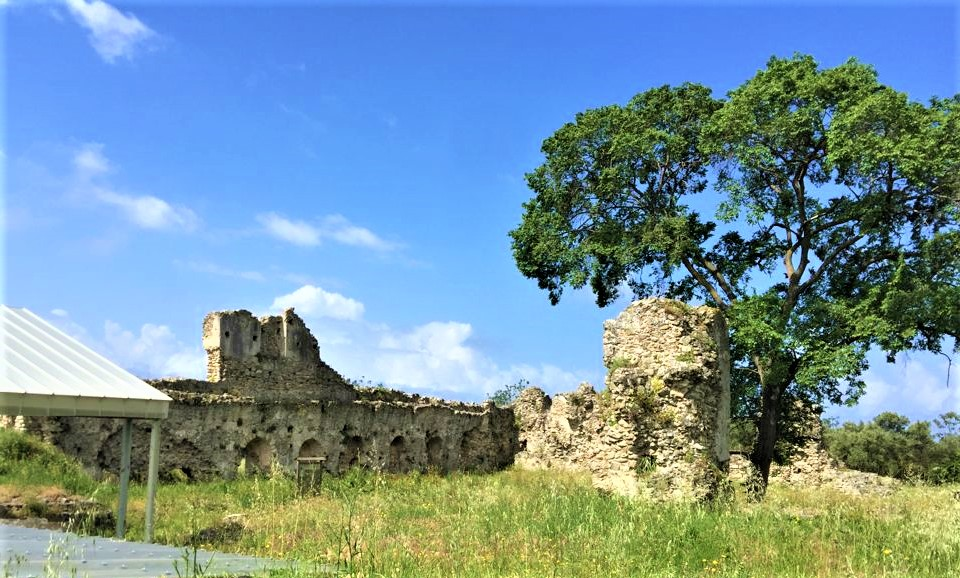

L'Abbazia benedettina di Lamezia Terme è un monumento a cielo aperto, immerso tra le terre colmi di ulivi e poco distante dal sito archeologico di Terina, una colonia greca insediatasi nel VI secolo e da cui provengono i materiali di riuso utilizzati nella costruzione dell'edificio.
Il maestoso rudere dell’Abbazia Benedettina di Sant’Eufemia riposa silenzioso su questa collinetta poco distante dal centro storico di Nicastro, dove si trovano i resti del Castello Normanno. Meta di turisti e curiosi in cerca di pace e tranquillità e che da diversi anni ospita il Magna Graecia Teatro Festival.